# Бајарг
Бајарг (фр. Baillargues) је насеље и општина у јужној Француској у региону Лангдок-Русијон, у департману Еро која припада префектури Монпелије.
По подацима из 2011. године у општини је живело 6.255 становника, а густина насељености је износила 814,45 становника/km². Општина се простире на површини од 7,68 km². Налази се на средњој надморској висини од 23 метара (максималној 57 m, а минималној 13 m).

## Демографија
| 1962. | 1968. | 1975. | 1982. | 1990. | 1999. | 2011. |
| ----- | ----- | ----- | ----- | ----- | ----- | ----- |
| 1.062 | 1.279 | 1.504 | 2.632 | 4.375 | 5.842 | 6.255 |

График промене броја становника у току последњих година